# Hans Werner Müller (Politiker)
Hans Werner Müller (* 1935 oder 1936) ist ein deutscher Politiker (Die Republikaner, 50Plus Das Generationen-Bündnis).

## Leben
Hans Werner Müller war Mitglied der SPD und bis 1978 Ministerialdirektor und Leiter der Abteilung Inland im Bundespresseamt. Ende der 1980er Jahre wurde er Mitglied des Landesverbandes Berlin der REP. Der nach massiven Konflikten gewählte Berliner Landesvorsitzende Carsten Pagel musste nach der verlorenen Wahl zum Abgeordnetenhaus von Berlin 1990 sein Amt aufgeben und Müller war von 1991 bis 1999 der Landesvorsitzende Berlins, gleichzeitig war er zeitweise stellvertretender Bundesvorsitzender dieser Partei. Im Jahr 1999 kandidierte er als Spitzenkandidat der REP erfolglos für das Abgeordnetenhaus von Berlin. Fünf Jahre später gründete er die Partei 50Plus und kandidierte als deren Spitzenkandidat bei der Landtagswahl in Brandenburg 2004, wobei seine Partei den Einzug in den Landtag deutlich verfehlte.